# Plenodomus rabenhorstii
Plenodomus rabenhorstii är en svampart som beskrevs av Preuss 1851. Plenodomus rabenhorstii ingår i släktet Plenodomus och familjen Leptosphaeriaceae.   Inga underarter finns listade i Catalogue of Life.